# 伊甸園

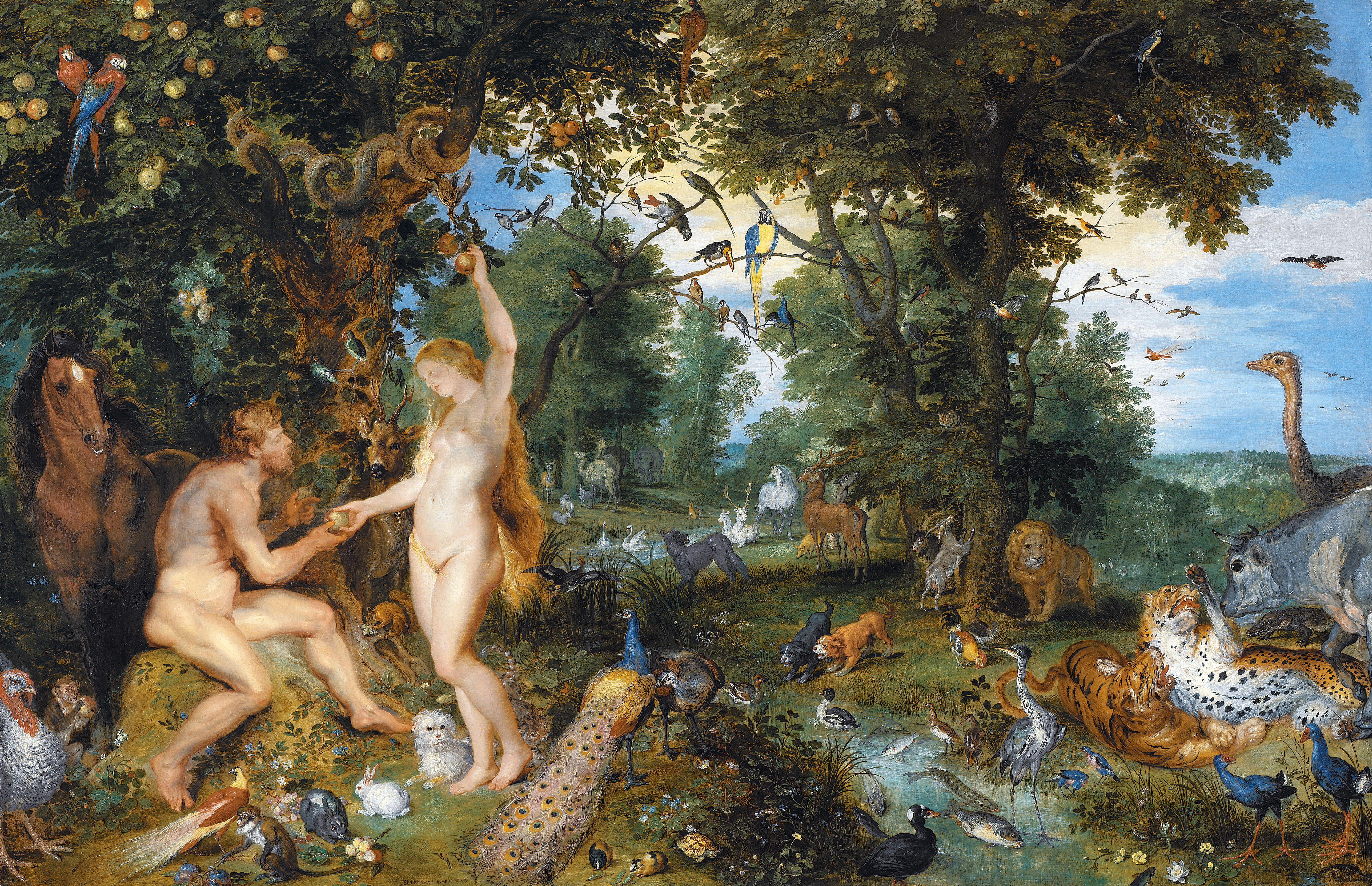
亞當和夏娃在伊甸园（Jan Brueghel the Elder和彼得·保羅·魯本斯，1766年繪）

伊甸園（希伯来语：גן עדן），根據《聖經·創世記》記載，耶和華上帝照自己的形像造了人類的祖先，安置第一對男女住在伊甸園中，男的稱亞當，女的稱夏娃/厄娃。上帝的原本旨意是要他們管理伊甸園。但後來夏娃受撒旦（蛇）的誘惑，偷食了智慧之樹所結的果子，也讓亞當食用，上帝知道后，怒将二人逐出伊甸園，從此男人要在土裡工作、女人要承受生育顧家之苦，走上自立自強，又在伊甸園東邊安設基路伯（智天使）和發出火焰轉動的劍，把守生命樹的道路不讓亞當夏娃獲得，也就有了生老病死。

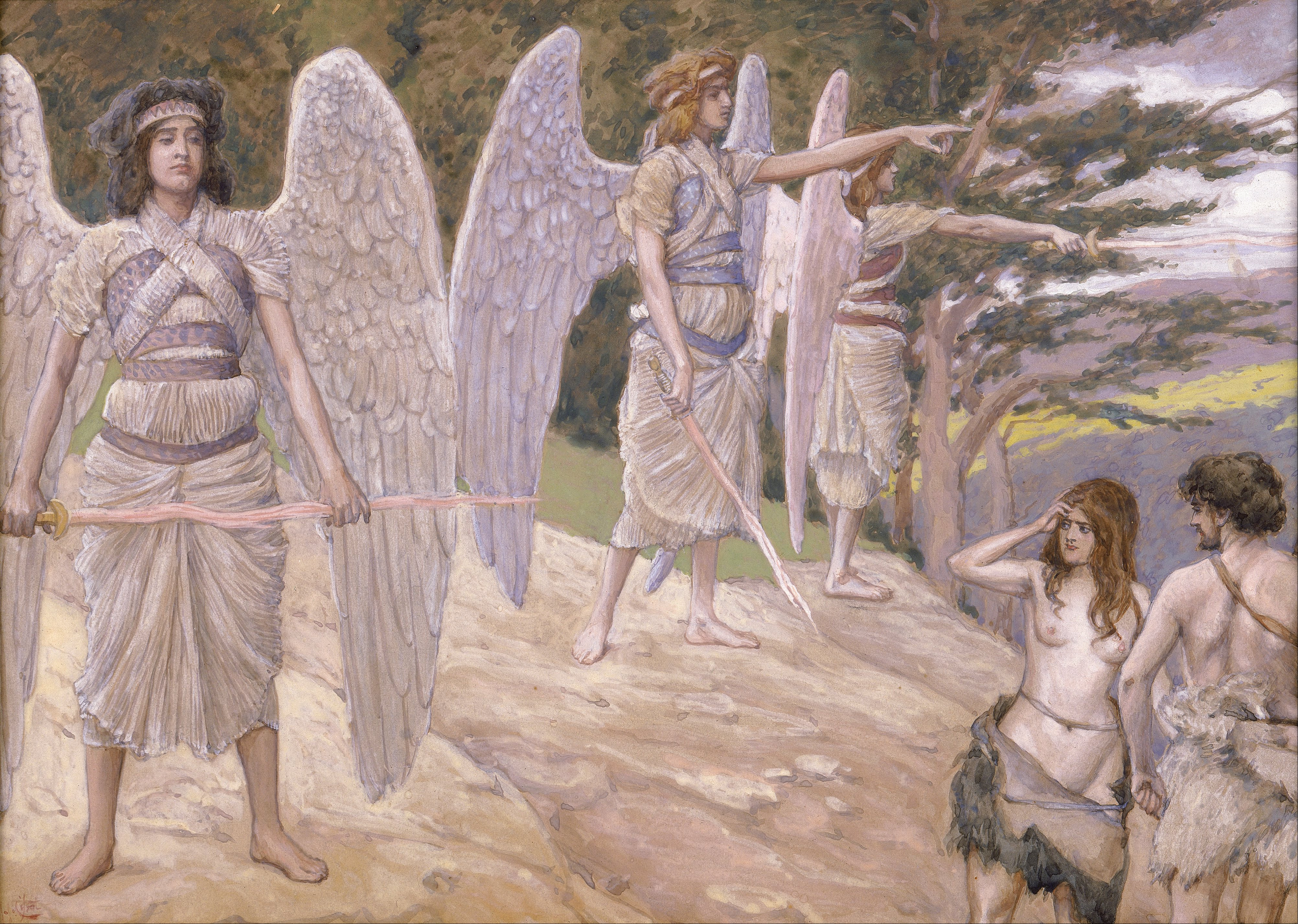
亞當和夏娃被逐出伊甸園（詹姆斯·迪索，1896－1902年繪）

## 聖經根據

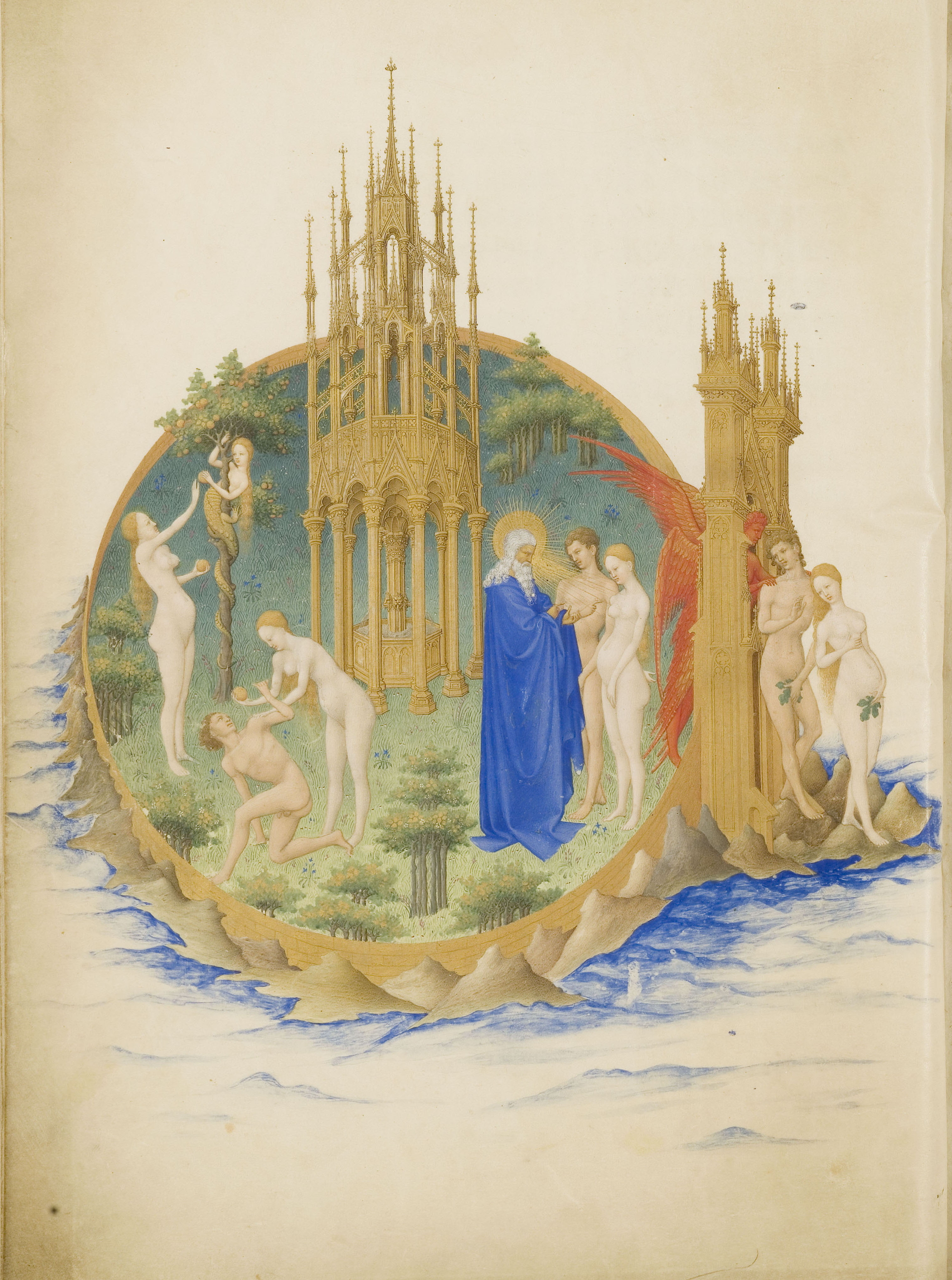
表示四個場景：從左到右； 人魚身軀的蛇將智慧之樹的果實交給夏娃； 夏娃把果子獻給亞當； 上帝懲罰亞當和夏娃，他們離開天堂並用無花果葉遮蓋自己，從而意識到自己的裸體。

|                     | 耶和華上帝在東方的伊甸立了一個園子，把所造的人安置在那裏。耶和華上帝使各樣的樹從地裏長出來，可以悅人的眼目，其上的果子好作食物。園子當中又有生命樹和分別善惡的樹。有河從伊甸流出來，滋潤那園子，從那裏分為四道：第一道名叫比遜，就是環繞哈腓拉全地的。在那裏有金子，並且那地的金子是好的；在那裏又有珍珠和紅瑪瑙。第二道河名叫基訓，就是環繞古實全地的。第三道河名叫底格里斯，流在亞述的東邊。第四道河就是幼發拉底河。耶和華上帝將那人安置在伊甸園，使他修理，看守。耶和華上帝吩咐他說：「園中各樣樹上的果子，你可以隨意吃，只是分別善惡樹上的果子，你不可吃，因為你吃的日子必定死！」 |
| ——《創世記》第2章参 | |

## 地点
伊甸園在聖經的原文中含有快樂的園子的意思（或稱樂園），今天西方人士談及樂園，想到的就是伊甸園。《聖經》記載伊甸園在東方，伊甸園被移除前，有四條河從伊甸流出滋潤園子。這四條河分别是比遜河、基訓河、底格里斯河和幼發拉底河。現存的只有後兩條。
有人认为伊甸园位于今天土耳其东南部的库尔德斯坦，它是底格里斯河和幼发拉底河发源的地区。此處哥贝克力山丘發現哥贝克力石阵，遺址可以追溯到一萬年以上，被視為可能的伊甸園。
也有人认为在今天伊拉克第二大城市巴士拉以北74公里处的古爾奈，那里也是旅游景点。

## 相關文化
- 《機動戰士高達AGE》
- 《劇場版 假面騎士ZERO-ONE REAL×TIME》
- 《新世紀福音戰士EVANGELION》